# Asqar Jadigerov
Asqar Jadigerov (sinh ngày 5 tháng 1 năm 1980 ở Uzbek SSR, Liên Xô) là một cầu thủ bóng đá người Uzbekistan thi đấu ở vị trí tiền vệ.

## Sự nghiệp câu lạc bộ
Asqar Jadigerov khởi đầu sự nghiệp chơi bóng tại FK Andijan và chuyển đến đội bóng tại Giải bóng đá ngoại hạng Kazakhstan Yassi và Ordabasy thi đấu nhiều mùa giải. Anh gia nhập Pakhtakor Tashkent năm 2010 nơi anh tham dự Giải vô địch bóng đá các câu lạc bộ châu Á 2010.
Anh chuyển đến Trung Quốc và ký hợp đồng với Nanchang Hengyuan vào tháng 7 năm 2010. Anh ra mắt tại Giải bóng đá ngoại hạng Trung Quốc trước Liaoning Whowin vào ngày 14 tháng 7  and ghi bàn thắng đầu tiên for Nanchang on 8 August.
Vào tháng 2 năm 2013 anh ký hợp đồng với FK Andijan sau khi thi đấu nửa sau mùa giải 2012 tại FK Dinamo Samarqand.